# Podbrđani Vojakovački
Podbrđani Vojakovački falu Horvátországban Kapronca-Kőrös megyében. Közigazgatásilag Kőröshöz tartozik.

## Fekvése
Köröstől 8 km-re északkeletre fekszik.

## Története
1890-ben 86, 1900-ban 107 lakosa volt. Trianonig Belovár-Kőrös vármegye Körösi járásához tartozott. 2001-ben 60 lakosa volt.

## Külső hivatkozások
Körös város hivatalos oldala